# Вольная птица (фильм, 1914)
«Вольная птица» — российский немой фильм Евгения Бауэра, снятый в 1913 году. Выпуск на экраны 4 января 1914 года. Фильм не сохранился.

## Сюжет
Сюжет изложен в журнале «Вестник кинематографии» (1913).
Певица Занда и скрипач Нико – брат и сестра, бродячие музыканты. Однажды пение Занды услышал профессор пения. Он уговорил Занду учиться пению и обещал развить её талант. Нико остался один. Поняв, что одному ему не заработать на хлеб, он разыскал Занду. Занда сбежала от профессора.
Они снова выступали вместе, пока Нико не заболел. Занда встретилась с графом. После первого увлечения графом, Занда попросила своего покровителя найти её брата. Граф узнал, что Нико умер, но скрыл это от Занды. Она заподозрила обман и сбежала от графа.
Узнав о судьбе брата, она решила отомстить графу. Вместе с ворами ночью она пробралась на его виллу. Они были замечены прислугой. Раздался выстрел, который поражает Занду в сердце.

## В ролях
| Актёр           | Роль                   |
| --------------- | ---------------------- |
| Нина Чернова    | Занда, певица          |
| Валериан Демерт | Нико, её брат, скрипач |
| М. Голубков     | граф                   |
| Ю. Колтыш       | профессор пения        |

## Съёмочная группа
- Режиссёр: Евгений Бауэр
- Сценарист: Валериан А. Демерт
- Оператор: Константин Бауэр

## Критика
Кинокритик Н. Иезуитов относил фильм к числу малозначащих.
Киновед Вениамин Вишневский оценил один из первых фильмов Е. Ф. Бауэра («драматический эпизод современной жизни») как «характерный для начала его творчества в кино».